# دانیل دزنونی
دانیل مارتینی دزنونی (ارمنی: Դանիել Մարտինի Դզնունի؛ زاده ۲ اکتبر ۱۸۹۵ - درگذشته ۳۰ اکتبر ۱۹۶۷) تاریخ‌نگار هنر اهل ارمنستان بود.

## زندگی‌نامه
وی در ۱۴ اکتبر [سبک قدیمی: ۲ اکتبر] ۱۸۹۵ در hy:Բելոգորսկ در به دنیا آمد و از مدرسه نرسیسیان (۱۹۱۷) و دانشگاه دولتی علوم پرورشی خاچاطور آبوویان ارمنستان (۱۹۵۳) فارغ‌التحصیل گشت. وی همچنین برنده جوایزی همچون نشان پرچم سرخ کار و چهره هنری شایسته ارمنستان شوروی شد. وی در ۳۰ اکتبر ۱۹۶۷ در سن ۷۲ سالگی در ایروان درگذشت.